# The Beauty of Independence
The Beauty of Independence — первый мини-альбом американской хип-хоп-группы G-Unit. Был выпущен в цифровом формате 25 августа 2014 года на лейбле G-Unit Records. 10 ноября состоялся выход в дисковом формате с двумя дополнительными композициями, дистрибьютором выступил Caroline Records. Состоит из ранее неизданных песен, записанных в 2014 году.

## Видеоклипы
5 сентября 2014 был выпущен клип на песню «Watch Me». Режиссёром выступил, снявший все клипы из альбома Animal Ambition, Эльф Ривера. 10 октября вышел клип на «Changes» на этот раз место режиссёра занял 50 Cent. 21 ноября вышел клип на «Big Body Benz»; режиссёр J. R. Saint.

## Результаты продаж
| Оценки критиков | Оценки критиков |
| Источник        | Оценка          |
| --------------- | --------------- |
| Allmusic        | [ 7 ]           |
| HipHopDX        | [ 8 ]           |
| HotNewHipHop    | 70%             |
| XXL             | 4/5 (XL)        |

В первую неделю продаж с результатом 14 472 экземпляра в США, альбом занял 17 место в чарте Billboard 200.

## Список композиций
| №  | Название                | Автор(ы)                                                                                    | Продюсер(ы)                  | Длительность |
| -- | ----------------------- | ------------------------------------------------------------------------------------------- | ---------------------------- | ------------ |
| 1. | «Watch Me»              | К. Мичита, К. Делапортас, К. Патилис, К. Джексон, М. Бернард, К. Стюарт, К. Ллойд, Д. Браун | Havoc                        | 3:24         |
| 2. | «I Don’t Fuck with You» | Р. Родригес, М. Гонсалес, Д. Нюема, Джексон, Бернард, Стюарт, Браун                         | Lord Quest, Ky Miller (доп.) | 3:24         |
| 3. | «Digital Scale»         | Р. Ричардсон, Джексон, Бернард, Стюарт, Браун, Э. Янг, Л. Оден                              | 45 Music                     | 4:16         |
| 4. | «Dead a Pussy Nigga»    | Р. Алекси, Д. Ковач, Джексон, Бернард, Стюарт, Ллойд, Браун                                 | Ryan “Ryu” Alexy, D.K.A.D    | 3:08         |
| 5. | «Changes»               | Алекси, Джексон, Бернард, Стюарт, Ллойд, Браун                                              | Ryan “Ryu” Alexy             | 4:07         |
| 6. | «The Plug»              | Э. Гамзоян, Джексон, Бернард, Стюарт, Ллойд, Браун                                          | Viruss Beats                 | 3:22         |

| №  | Название        | Автор(ы)                                                   | Продюсер(ы) | Длительность |
| -- | --------------- | ---------------------------------------------------------- | ----------- | ------------ |
| 7. | «Ease Up»       | Джексон, Бернард, Стюарт, Ллойд, Браун, К. Миллер, А. Фини | Ky Miller   | 4:14         |
| 8. | «Big Body Benz» | Джексон, Стюарт, Ллойд, Миллер                             | Ky Miller   | 4:37         |

- Примечание: доп. — дополнительный продюсер.
- «I Don’t Fuck with You» семплирует «Juan Tenorio» группы Grupo Fantasma (2010)
- «Digital Scale» семплирует «Turn Down The Sound» Эйдриана Янга (2011)

## Участники записи
Информация взята из вкладыша к альбому The Beauty of Independence. В скобках указаны номера песен согласно списку композиций.
Запись и сведение альбома происходили в студиях The Frat House (Куинс, Нью-Йорк; 1, 7, 8) и The Big House (Фармингтон, Коннектикут; 2-6). Мастеринг проводился в Engine Room Audio (Нью-Йорк).
- Ky Miller — звукоинженер (1-3, 5-8), аудиомонтажёр (1-8)
- Страйк Синара — звукоинженер (4-5)
- Марк Б. Кристенсен — мастеринг-инженер
- Джошуа Арсе — помощник мастеринг-инженера
- Райан Макглинн — помощник мастеринг-инженера

## Позиции в чартах
| Название чарта (2014)                     | Высшая позиция |
| ----------------------------------------- | -------------- |
| Канада (Canadian Albums Chart, Billboard) | 17             |
| США (Billboard 200, Billboard)            | 17             |
| США (Top Digital Albums, Billboard)       | 6              |
| США (Independent Albums, Billboard)       | 3              |
| США (Top R&B/Hip-Hop Albums, Billboard)   | 5              |
| США (Top Rap Albums, Billboard)           | 3              |